# Marjan Tomšič
Marjan Tomšič, slovenski pisatelj, kulturni delavec, * 7. avgust 1939, Rače pri Mariboru, Slovenija, † 11. julij 2023
Od nekdaj me je vznemirjalo vse, kar je bilo neznano, skrivnostno. Za tem sem tipal, to raziskoval.

## Življenje
Rodil se je 7. avgusta leta 1939 v Račah pri Mariboru. Osnovno šolo je obiskoval v Račah in v Slivnici, gimnazijo pa v Mariboru. Študiral je slavistiko na Filozofski fakulteti v Ljubljani.
Kot slavist je poučeval v Grahovem pri Cerknici, nato je vrsto let delal kot učitelj in mentor na dveh istrskih šolah, OŠ Marezige in OŠ Gračišče, kjer je s svojimi učenci zapisoval istrske »povedke«. Pod njegovim mentorstvom sta izhajala dva šolska lista: Varda in Bekači. Nekaj časa je bil zaposlen tudi kot časnikar in novinar na Radiu Koper, pri Primorskih novicah in pri Delu. Od leta 1986 je bil samostojni kulturni delavec. Živel in ustvarjal je v Istri.

## Delo
Tomšičeva literarna zvrst je bila predvsem proza, čeprav je pisal tudi dramska besedila, radijske igre in malo poezije. Med njegovimi deli najdemo magični realizem, znanstveno in psihofantastiko, satire, humoreske, komedije, groteske, erotične in ljubezenske zgodbe, modrostne oziroma filozofske zgodbe, socialno-politično prozo in pravljice. V najznamenitejših proznih delih prevladuje istrska tematika. Najpogostejše teme njegovega znanstvenofantastičnega pisanja so katastrofe, ki grozijo naši civilizaciji, stiki vesoljskih bitij z Zemljani in nove oblike vesoljskega komuniciranja.
Tomšičeva proza izhaja iz duhovnega in socialnega okolja Šavrinskih brd, z vplivom istrske zgodovine, jezika in trdoživosti njenih ljudi. Druga dva vira sta njegov posluh za človekovo notranjost, dialog in ustvarjalna domišljija. S svojim čutom za pravljično in fantazijsko resničnost dokazuje medsebojno povezanost vsega živega.
Tomšičeva prva knjiga so satire in sanjske pripovedi Krog v krogu (1968). Po nekajletnem pisateljskem molku se je (1976–1984) posvetil pisanju scenarijev za risane filme Konija Steinbacherja. Po njegovih scenarijih je bilo posnetih osemnajst kratkih risank z družbenokritično tematiko (Viba film).
Najprej je pisal za odrasle, kasneje pa se je odločil pisati tudi za otroke in mladino. Tomšičevo prvo mladinsko delo Super frače so zanimiv prikaz otroštva in samosvoje podoba surovega obdobja v nedavni preteklosti. Pisatelj skozi otroške oči govori o otroških igrah, prijateljevanju z vrstniki, otroških raziskovanjih, spopadu s šolo, občutku strahu, osamljenosti, drugačnosti, zatekanju v domišljijo, otroškem nasilju, nasilju odraslih, vojnih grozotah, lakoti, navezanosti na starše, otroških ljubezenskih igricah, bratovskih sporih, sli po maščevalnosti, najrazličnejših stiskah, žilavosti in trmoglavosti in o svojevrstni sreči.
Objavil enajst? romanov, osem? zbirk novel in črtic in osem mladinskih del. Predvajano je bilo devetnajst radijskih iger, humoresk in satir. Napisal je dvanajst dramskih tekstov.
Tomšič je za svoje delo prejel več nagrad. S svojim delom pa je prispeval tudi k literarnemu razvoju Slovenske Istre. Med drugim je deloval kot mentor istrskemu pesniku in pisatelju Edelmanu Jurinčiču.

### Pesniška zbirka
- Rubinaste in zlate čaše (Revalart 2000; ilustracije Zvest Apollonio)

### Romani
- Ti pa kar greš (avtobiografski roman), Borec, 1987
- Kafra (avtobiografski roman), Kmečki glas, 1988
- Šavrinke (arhaična Istra), Kmečki glas 1986; in II., popravljena izdaja 1991; ponatis: Beletrina, 2019, 2023 (2. natis)
- Oštrigeca (magična Istra), Mladika, 1991, 2019
- Zrno od frmntona (povojna Istra), CZ 1993
- Ognjeni žar (ljubezenski roman), Mihelač 1994
- Norček (pravljični roman), Kmečki glas 1996
- Vrnitev (družbeno politični roman), Založba Obzorja, januar 1998
- Škatlarji (satirični roman), Prešernova družba 1999
- Grenko morje: roman o aleksandrinkah, Kmečki glas 2002 (2004, 2. ponatis 2015)
- Zrno od frm(e)ntona (popravljena in dopolnjena izdaja; DZS 2004 /zbirka Slovenska zgodba, Beletrina, 2021)

### Zbirke novel in pripovedi
- Krog v krogu (satire in fantazijske pripovedi), DZS 1968
- Onstran (fantastične pripovedi), Lipa, 1980
- Olive in sol (istrske novele), Lipa, 1983
- Veter večnosti (znanstvena in sanjska fantastika), Tehniška založba, 1989
- Kažuni (istrske novele), Kmečki glas, 1990
- Vruja (istrske in druge novele), Lipa, 1994
- Prah vesolja: zgodbe iz labirinta; CZ, 1999
- Rubinaste in zlate čaše; oda istrski trti in vinu; mapa z desetimi risbami akademskega slikarja Zvesta Apollonia; Revalart, Portorož, 2000
- Južni veter: zgodbe slovenskih Egipčank; Založba 2000, Ljubljana 2006
- Bužec on, bušca jest in druge smešnoresne zgodbe, Cankarjeva založba, 2007
- Uroki polne lune (znanstveno)fantastična proza (3 zvezki: 2008, 2009, 2013), Študentska založba
- Srečanje: deset zgodb (deset črtic iz vsemirja), Sanje, 2023
- Prakača Hara: zgodba, 2024
- Zgodbe iz labirinta, Beletrina, 2024 (spremna beseda Jasna Čebron)
- Vsemirje: domišljijske zgodbe, Sanje, 2024 (791 str., uredniški pripis Gašper Malej, z zbrano bibliografijo Marjana Tomšiča)

### Mladinska dela, pravljice za otroke in odrasle
- Super frače (pripovedi iz otroštva), Borec 1988
- Noč je moja, dan je tvoj (istrske ljudske zgodbe), Kmečki glas 1989
- Glavo gor, uha dol (istrske pravjice), Kmečki glas 1993
- Začarana hiša (istrske praljice) Lipa 1994
- Zgodbice o kačah (pravljične pripovedi), Mladika 1996
- Frkolini (pripovedi iz otroštva); Mladika 1998
- Brez posluha (zgodba za otroke in odrasle), Festival humorja, satire in karikature (2; Ribnica, 1998)
- Katka in Bunkec (v mlinu ločitve staršev); MK 2000
- Mart in njegova junaštva, Zadruga Novi Matajur 2001
- Futek v Boškariji, Zadruga Novi Matajur, 2003
- Kar je moje, je tudi tvoje (zgodbe o živalih), Mladika 2004

### Radijske igre
- Kocka, Radio Koper, izvedeno: 1977
- Saj ni res, Radio Koper, izvedeno 1983
- Trije, Radio Koper, izvedeno 1984
- Ključ, Radio Koper, izv. 1987
- Štiglica, Radio Ljubljana, izvedeno 1989
- Jezus Križani, Radio Koper, izvedeno 1992
- Nihalce, nihalce (humoreska), Radio Koper, iizvedeno 1992
- Salto mortale (humoreska), Radio Koper, izvedeno 1993
- Rešitev, Radio Ljubljana, izvedeno 1993
- radijska izvedba romana Oštrigeca; RAI in Radio Slovenija; 1993, 1996
- Tartufi, humoreska; Radio Koper, izvedeno 1994 - Romeo y Julieta, Radio Trst, izvedeno 1994
- Bojevniki, Radio Ljubljana, izvedeno 1996
- Daemon, 1997, izvedeno Radio Trst - Silvorex, Radio Trst, 1997, še neizvedeno
- Črni angel, kratka radijska igra, Radio Slovenija, 1999
- Aleksandrinke (Šandrinke), v treh delih: Na pot, Aleksandrija, Vrnitev; RAI, 2001
- Šavrinke (priredila Petra Tanko); Radio Slovenija, I. program, 2001

### Scenariji za kratke risanke
- Močvirje, 1973; amaterski film: Atelje animiranega filma (AAF), Izola
- Agonija (igrani, amaterski film), 1974, (AAF)
- Močvirje, Viba film 1976/1977
- Vrata, Viba film 1978
- Gor, Viba film 1978
- Kokan, Viba film 1979
- Epidemija, Viba film 1982
- Komar, Viba film 1982
- Grič, Viba film 1982
- Amorček, Viba film 1982
- Znanstvenik, Viba film 1982
- Na zeleni veji, Viba film 1982
- Vsiljivec, Viba film 1983
- Kamen, Viba film 1984
- Kače (Jajce, Gordijski vozel, Projekcija, Adam in Eva, Zadrga); Viba film 1986/1987
- Prehitevanje (koscenarij), Viba film 1976
- Študent (koscenarij), Viba film 1975
- Večerja; ideja za kratko risanko, 2000
- Izdelovalec mask, 2001
- Sneguljčica, 2003

Vse filme (razen risanke Komar, ki je delo pokojnega slikarja Borisa Benčiča), je režiral Koni Steinbacher.

### Dramatika
- Pločevina (drama, 1960)
- Reka (drama, 1992)
- Jezus Križani (TV drama, 1995)
- Toti kufer (TV drama, 1995)
- Oštrigeca (filmski scenarij), 1996
- Bužec on, bušca jaz (monokomedija), 1997 /Bužec on, bužca jaz: monodramski nastop Saše Pavček (1998)
- Humbala Tata (satirična komedija), 1997
- Jezus Križani (drama, 1998)
- Južić in Juća (komedija 1998)
- Toti kufer (drama 1999)
- Šandrinke (drama 2000)
- Aleksandrinke (drama 2001)
- Marjuča (monodrama 2001)

Od dramskih del sta bili izvedeni monokomedija Bužec on, bušca jaz (sezona 1995/1996 v Gledališču Koper, režija Boris Cavazza, igra Saša Pavček) in komedija Češpe na figi (Južić in Juća) (1998 dramska skupina "Šavrini in anka Šavrinke", Gračišče, in sezona 2014/2015 KD "Brce" Gabrovica pri Komnu, režija Sergej Verč). Tomšič je komedijo Južić in Juća leta 1998 napisal za ljubiteljsko gledališče iz Gradišča, ki je komedijo istega leta uprizorilo. Pozneje je bila v malenkost prirejeni obliki uprizorjena v KD "Brce" za kraševsko in širšo primorsko publiko, režiser Verč je komedijo preimenoval v Češpe na figi, pod tem naslovom je bolj znana.

### Drugo
- Vre, vre, vre …; Drugi festival humorja, satire in karikature; Ribnica 1988; nagrajena zgodba: Polžja farma (in: Brez posluha)
- Pisatelji za demokracijo, zbornik; Ljubljana 1989 ; Pajčevina v laseh; odlomek iz romana Uroki polne lune
- Mladi v svetu ljudskega izročila; 30. festival "Otrok in umetnost"; Maribor 1992 ; o zbiranju ljudskega slovstva v Gračišču
- Edina prava ljubezen je ljubezen do drugačnih, 1995, zbornik; odlomek iz novele Lalica
- Pisateljsko srečanje "Oko besede", 1995; objavljena novela Peron št. 5
- Zlata lestev do nebes; o angelih, objavljena novela: Peron št. 5, Družina 1996
- "Pasje življenje" (borza humorja, Rogaška Slatina 1997), objav. zgodba: Državna meja - Pikapolonica … /ekologija/ (Jasa, Ljubljana 1997); Starec in reka
- Beroče kapljice, OŠ Kapela 1998
- Dragonja (odlomki iz Oštrigece); Capris 1999
- Aritas (3. slovenski trienale satire in humorja, Šmarje 2001; nagrajena satira: Dar služenja
- Poletje v zgodbi III.; obj. novela Vrnitev (aleksand.tematika); Cankarjeva založba 2004 - Sodobna slovenska krajša pripoved; spremna beseda Tomo Virk; DZS, 2006 (Brunela iz zbirke Kažuni)
- Pogovori (pod psevdonimom Maryot Thomaasenn), Mohorjeva družba, 2015 (avtorja razkril Božo Rustja na Tomšičevem pogrebu)

## Nagrade in priznanja
- Druga nagrada za humoresko Polžja farma na II. festivalu humorja, satire in karikature v Ribnici (1988)
- Prva nagrada za roman Šavrinke (anonimni natečaj Kmečkega glasu, 1985)
- Kajuhova nagrada za roman Ti pa kar greš, 1988
- Nagrada Prešernovega sklada za zbirko novel Kažuni in za roman Oštrigeca, 1991
- Roman Oštrigeca nominiran za Kresnika, Muljava 1992
- Roman Zrno od frmentona je bil leta 1994 uvrščen med pet najboljših slovenskih romanov (nominacija za nagrado kresnik, ki jo podeljuje Društvo slovenskih pisateljev in uredništvo Dela)
- Kocjančičeva nagrada 1996 za istrski ciklus.
- Nominacija za nagrado 2. Slovenskega trienala satire in humorja Aritas za humoresko Vauuu, fantastično; Šmarje 1998
- Drama Jezus Križani je bila na natečaju (Kranj, nagrada Slavka Gruma, april 1998) uvrščena v ožji izbor štirih najboljših tekstov.
- Mladinsko delo Katka in Bunkec; nominacija za večernico, Murska Sobota 2001
- Mednarodna nagrada “Besede brez meja” za mladinsko delo Katka in Bunkec; Trento 2001; regija Tridentinsko - Zgornje Poadižje in Soroptimist International Club iz Trenta
- Prva nagrada za satiro Dar služenja; 3.Slovenski trienale satire in humorja Aritas, Šmarje 2001
- Mladinsko delo Martova velika junaštva; nominacija za večernico, Murska Sobota 2002
- Priznanje “Zlata školjka” - ob dvestoti predstavi monokomedije Bušca jaz, bužec on; Koper, julij 2002
- Priznanje mednarodne strokovne žirije za scenarij Izdelovalec mask; drugi Festival slovenske animacije; Izola, september 2002